# ISO 3166-2:TL
ISO 3166-2:TL is een ISO-standaard met betrekking tot de zogenaamde geocodes. Het is een subset van de ISO 3166-2 tabel, die specifiek betrekking heeft op Oost-Timor. 
De gegevens werden tot op 26 november 2018 geüpdatet op het ISO Online Browsing Platform (OBP). Hier worden 12 gemeenten - munisípiu () / municipality (en) / commune (fr) / município (pt) – en 1 speciale administratieve regio - rejiaun administrativa espesiál () / special administrative region (en) / région administrative spéciale (fr) / região administrativa especial (pt) - gedefinieerd.
Volgens de eerste set, ISO 3166-1, staat TL voor Oost-Timor, het tweede gedeelte is een tweeletterige code.

## Codes
| Code  | Naam Tetum    | Naam Portugees  | Categorie                      |
| ----- | ------------- | --------------- | ------------------------------ |
| TL-AL | Aileu         | Aileu           | gemeente                       |
| TL-AN | Ainaru        | Ainaro          | gemeente                       |
| TL-BA | Baukau        | Baucau          | gemeente                       |
| TL-BO | Bobonaru      | Bobonaro        | gemeente                       |
| TL-DI | Díli          | Díli            | gemeente                       |
| TL-CO | Kovalima      | Cova Lima       | gemeente                       |
| TL-LA | Lautein       | Lautém          | gemeente                       |
| TL-LI | Likisá        | Liquiça         | gemeente                       |
| TL-MT | Manatutu      | Manatuto        | gemeente                       |
| TL-MF | Manufahi      | Manufahi        | gemeente                       |
| TL-OE | Oekusi-Ambenu | Oé-Cusse Ambeno | speciale administratieve regio |
| TL-VI | Vikeke        | Viqueque        | gemeente                       |